# جانثينا
جانثينا هو جنس من القواقع البحرية الصغيرة أو المتوسطة الحجم في أعالي البحار أو العوالق ، رخويات بطنيات الأرجل البحرية من عائلة قواقع الدرج اللولبية.

## الإنتشار
يتواجد هذا النوع من القواقع في جميع أنحاء العالم في البحار الاستوائية وشبه الاستوائية والدافئة.

## وصف
هذه القواقع هي من أسماك السطح وتعيش على سطح المحيط. قد لا تتمكن القواقع البالغة من السباحة وتموت عندما تنفصل عن أطوافها؛ ومع ذلك تسبح يرقات جانثينا بنشاط في عمود الماء.
القواقع البالغة تفترس وتعيش بالقرب من الحيوانات البحرية المعروفة باسم قنديل البحر. وبشكل أكثر تحديدًا فإنهم يأكلون الميدوزا، ولا سيما الجنس المعروف باسم "ريح البحر" فيليللا.
القواقع قادرة على الطفو بأمان لأنها تخلق مجموعة من الكيتين الصافي حول فقاعات الهواء المتكونة بالقرب من سطح المحيط. القواقع ليس لديها خياشيم. غالبًا ما يتم غسل هذه القواقع على الشاطئ أثناء العواصف. تشتق الأسماء الشائعة لهذا الجنس من اللون الأرجواني الفاتح أو البنفسجي للأصداف والأجسام ذات اللون البنفسجي. الجنس الآخر من العائلة "ركلوزة" له أصداف بلون الزيتون.

## الصنف
الأنواع الخمسة الموجودة من جنس جانثينا

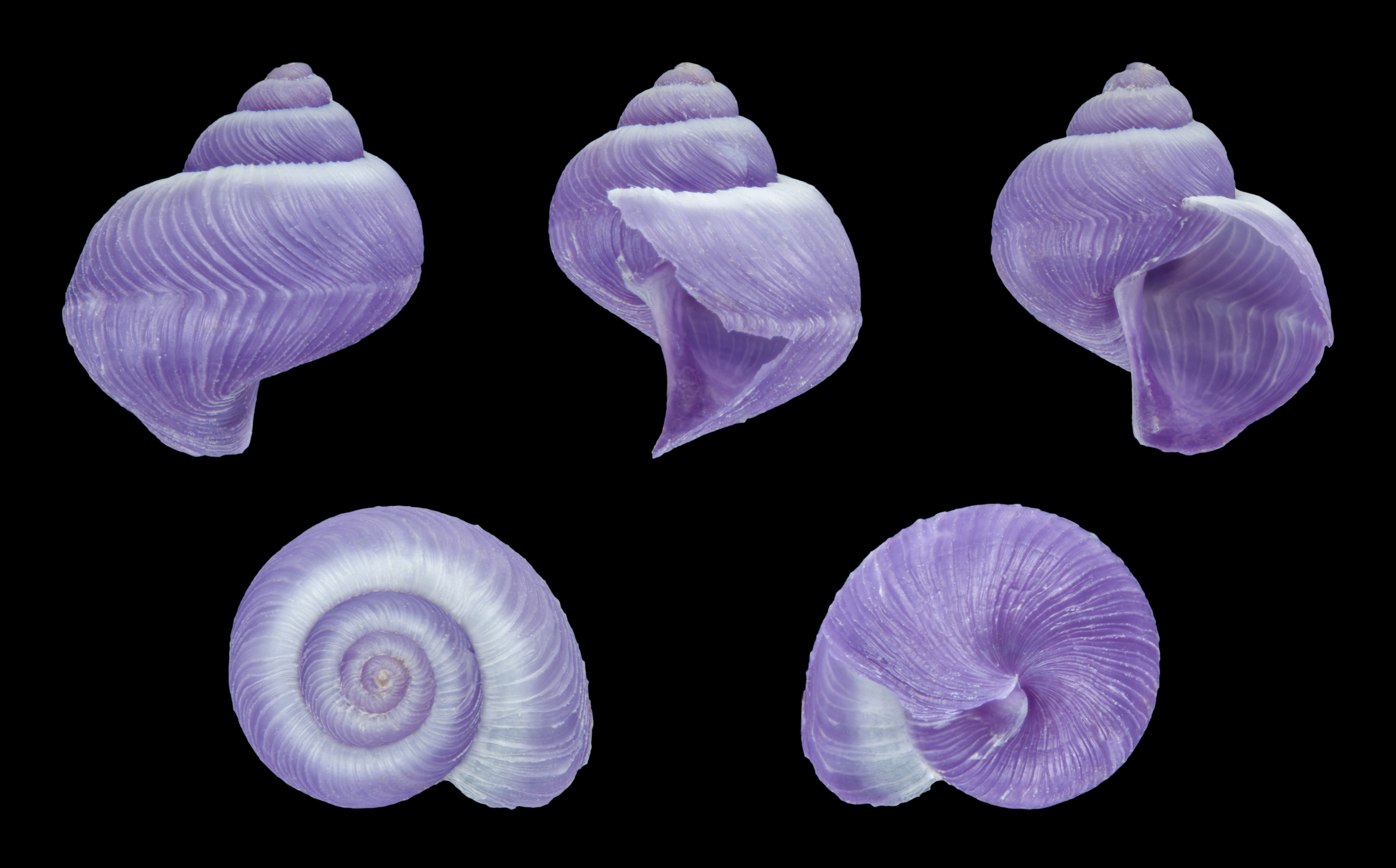
جانثينا القزم
جانثينا غلوبوزا
جانثينا
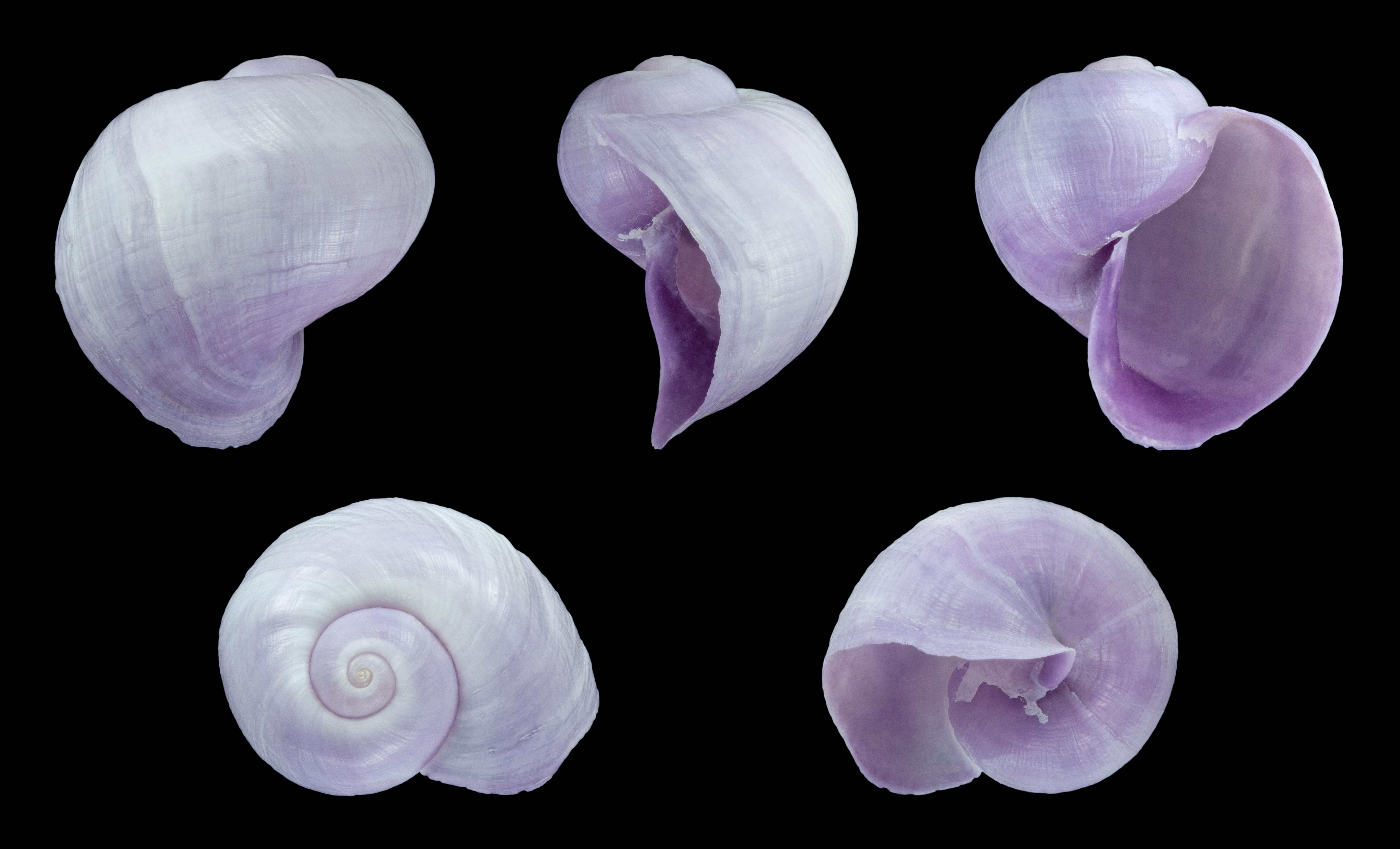
جانثينا باليدا أو جانثينا الباهتة
جانثينا السرة

جمع هذا الجنس من القواقع عددًا كبيرًا جدًا من الأسماء على مر القرون. معظم الأسماء التي تم تقديمها هي في الواقع مرادف لأنواع قليلة فقط ومنتشرة في المياه الاستوائية. يختلف العلماء حول بعض الأسماء المرادفه.

## روابط خارجية
- Röding P.F. (1798). Museum Boltenianum sive Catalogus cimeliorum e tribus regnis naturæ quæ olim collegerat Joa. Fried Bolten, M. D. p. d. per XL. annos proto physicus Hamburgensis. Pars secunda continens Conchylia sive Testacea univalvia, bivalvia & multivalvia. Trapp, Hamburg. viii, 199 pp
- Montfort P. [Denys de]. (1808-1810). Conchyliologie systématique et classification méthodique des coquilles. Paris: Schoell. Vol. 1: pp. lxxxvii + 409 [1808]. Vol. 2: pp. 676 + 16
- Gistel, Johannes [Nepomuk Franz Xaver]. (1848). Naturgeschichte des Tierreichs: für höhere Schulen. [text book]. 1-216, i-xvi, Plates 1-32. Stuttgart. Scheitlin & Krais.
- Mörch, O. A. L. (1860). Matériaux pour servir à l'histoire de la famille des Janthines. Journal de Conchyliologie. 8 (3): 261-285
- Iredale, T. (1929). Queensland molluscan notes, no. 1. Memoirs of the Queensland Museum. 9(3): 261-297, pls 30-31
- Kaim, A.; Tucholke, B. E.; Warén, A. (2012). A new Late Pliocene large provannid gastropod associated with hydrothermal venting at Kane Megamullion, Mid-Atlantic Ridge. Journal of Systematic Palaeontology. 10(3): 423-433
- Beu A.G. (2017). Evolution of Janthina and Recluzia (Mollusca: Gastropoda: Epitoniidae). Records of the Australian Museum. 69(3): 119-222
- Gary Rosenberg's Malacolog 4.1.1 info on this genus in the Western Atlantic